# 245890 Криниченька
245890 Криниченька (245890 Krynychenka) — астероїд головного поясу, відкритий 25 серпня 2006 року в Андрушівці. Названий на честь андрушівського творчого колективу пісні і танцю «Криниченька», який здобув численні перемоги на міжнародних конкурсах та фестивалях.
Тіссеранів параметр щодо Юпітера — 3,060.